# Ursus C-335
Ursus C-335 – ciągnik rolniczy produkcji zakładów Ursus w Warszawie; wersja eksportowa ciągnika Ursus C-330.

## Historia modelu

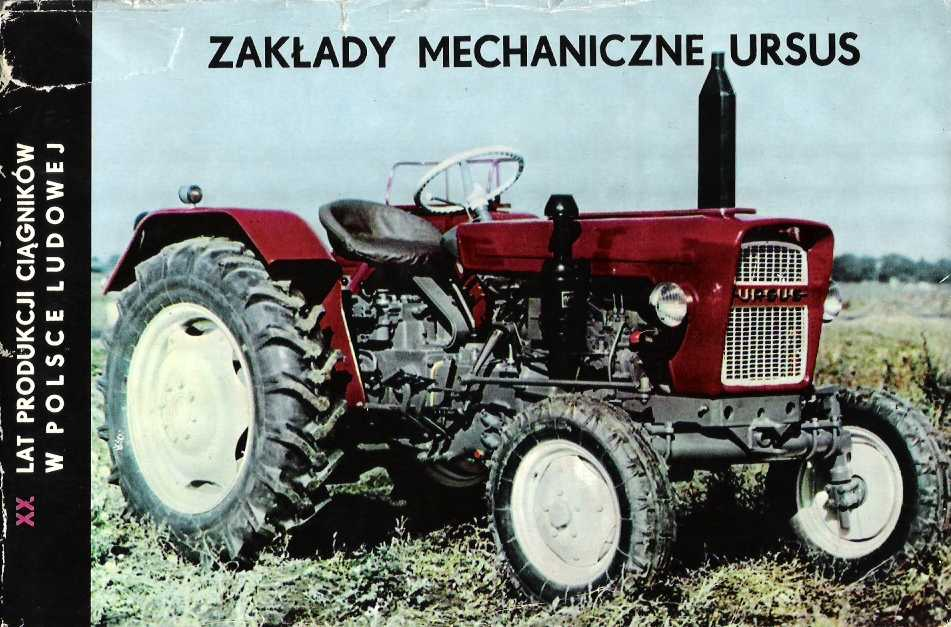
Zmodernizowany ciągnik URSUS C-335 z 1965 roku

Ciągnik Ursus C-335 początkowo miał zastąpić model C-328 w 1965 roku. Od poprzednika różnił się nową maską, przednią osią rurową i możliwością montażu wyjść hydraulicznych (jak podaje czasopismo ZM URSUS "Głos URSUSA" z 17 października 1965 roku). W roku 1967 został wersją eksportową modelu C-330. Główną różnicą jest podnośnik (TUZ) z regulacją automatyczną dolnozaczepową o nazwie "Agrocontrol". Podnośnik posiada regulację siłową, pozycyjną i mieszaną. Ciągnik był dostępny na rynku krajowym, lecz głównym przeznaczeniem był eksport. Wersje eksportowe cechowały drobnymi różnicami w wyposażeniu. Model ten pojawił się w produkcji około roku 1967. W 1987 roku powstała też wersja zmodernizowana ciągnika, jako model C-335M. W 2000 roku rozpoczęto produkcję ciągnika Escort 335 na podstawie licencji ciągnika Ursus C-335.

## Dane techniczne
- silnik: 4-suwowy
- liczba cylindrów: 2
- średnica cylindra/skok tłoka: 102/120 mm
- moc: 22,4 KW, 30,5 KM według normy DIN, 35 KM według normy SAE
- liczba biegów do jazdy w przód: 6
- liczba biegów wstecznych: 2
- prędkość jazdy: 1,87–23,44 km/h
- masa ciągnika gotowego do pracy bez dodatkowych mas obciążających, bez kabiny: 1795 kg
- masa ciągnika gotowego do pracy z dodatkowym masami obciążającymi, ale bez masy wody w kołach i kabiny: 2021 kg
- masa ciągnika z kabiną dodatkowymi masami obciążającymi oraz wodą w kołach: 2544 kg
- siła uciągu: 19 kN
- udźwig podnośnika: 750 kg